# Leonmeni
Leonmeni is een bestuurslaag in het regentschap Timor Tengah Selatan van de provincie Oost-Nusa Tenggara, Indonesië. Leonmeni telt 600 inwoners (volkstelling 2010).